# 요시부미촌
요시부미촌(良文村)은 지바현 가토리군에 설치되었던 촌이다. 현재의 가토리시에 해당한다.